# Фріменсбург (Пенсільванія)
Фріменсбург (англ. Freemansburg) — місто (англ. borough) в США, в окрузі Нортгемптон штату Пенсільванія. Населення — 2875 осіб (2020).

## Географія
Фріменсбург розташований за координатами 40°37′40″ пн. ш. 75°20′24″ зх. д. / 40.62778° пн. ш. 75.34000° зх. д. (40.627830, -75.340006).  За даними Бюро перепису населення США в 2010 році місто мало площу 1,93 км², з яких 1,81 км² — суходіл та 0,12 км² — водойми.

## Демографія
Згідно з переписом 2010 року, у селищі мешкало 2636 осіб у 956 домогосподарствах у складі 674 родин. Густота населення становила 1367 осіб/км².  Було 1017 помешкань (527/км²).
Расовий склад населення:
| - 70,6 % — білих - 13,6 % — чорних або афроамериканців - 0,8 % — азіатів - 0,5 % — корінних американців - 10,2 % — осіб інших рас |

До двох чи більше рас належало 4,3 %. Частка іспаномовних становила 24,0 % від усіх жителів.
За віковим діапазоном населення розподілялося таким чином: 26,5 % — особи молодші 18 років, 65,4 % — особи у віці 18—64 років, 8,1 % — особи у віці 65 років та старші. Медіана віку мешканця становила 34,1 року. На 100 осіб жіночої статі у селищі припадало 99,5 чоловіків;  на 100 жінок у віці від 18 років та старших — 98,8 чоловіків також старших 18 років.
Середній дохід на одне домашнє господарство  становив 64 659 доларів США (медіана — 59 205), а середній дохід на одну сім'ю — 67 322 долари (медіана — 61 063). Медіана доходів становила 41 613 долари для чоловіків та 40 500 доларів для жінок. За межею бідності перебувало 7,2 % осіб, у тому числі 5,3 % дітей у віці до 18 років та 10,7 % осіб у віці 65 років та старших.
Цивільне працевлаштоване населення становило 1259 осіб. Основні галузі зайнятості: освіта, охорона здоров'я та соціальна допомога — 32,3 %, мистецтво, розваги та відпочинок — 20,3 %, виробництво — 9,8 %, роздрібна торгівля — 9,1 %.